# Cautirina
Cautirina – podplemię chrząszczy z rodziny karmazynkowatych i podrodziny Lycinae.
Takson ten wyróżniony został w 2014 roku przez Katerinę Sklenarovą, Vaclava Kubecka i Ladislava Bocáka. Obejmuje kilka rodzajów wcześniej zaliczanych do Metriorrhynchina.
Chrząszcze te mają miękkie, grzbieto-brzusznie spłaszczone ciało długości od 2,5 do 21 mm, najczęściej ubarwione jaskrawo, ale niektóre są całkiem czarne lub brązowe. U większości gatunków żeberka na przedpleczu tworzą siedem komórek, a jego boczne brzegi są wyniesione. Układ komórek może być jednak zredukowany. Narządy rozrodcze samców charakteryzują się lancetowatym fallusem o spiczastym lub szeroko zaokrąglonym wierzchołku i parą sierpowatych sklerotyzacji lub blaszek wierzchołkowych w woreczku wewnętrznym. 
Przedstawiciele podplemienia rozprzestrzenieni są od krainy afrotropikalnej przez Bliski Wschód i Azję Południowo-Wschodnią po krainę australijską na południu oraz Tybet, Japonię i rosyjski Daleki Wschód na północy. Należą tu rodzaje:
- Caenioxylobanus Pic, 1922
- Cautires Waterhouse, 1879
- Paracautires Kazantsev, 2012
- Prometanoeus Kleine,  1925
- Spartoides Kazantsev, 2012
- Tricautires Kazantsev, 2006
- Xylobanus Waterhouse, 1879